# Nederlandse Omroep Stichting
De Nederlandse Omroep Stichting (NOS) is een in de Mediawet vastgelegde publieke omroep, die tot taak heeft het media-aanbod voor de landelijke publieke mediadienst te verzorgen op het gebied van nieuws, sport en evenementen, dat zich bij uitstek leent voor gezamenlijke verzorging. Tevens is zij wettelijk verantwoordelijk voor een aantal radio-, televisie-, teletekst- en internettaken. De NOS wordt in haar activiteiten deels of volledig gefinancierd door de Nederlandse overheid.
De NOS-programma's vloeien voort uit de wettelijke taak van de NOS, die is vastgelegd in de Mediawet, waarin staat dat de NOS programma's moet maken die zich bij uitstek lenen voor gezamenlijke verzorging. Hiertoe behoren programma's met een hoge frequentie en een vaste regelmaat, met een algemeen dienstverlenend karakter of die met een doelmatiger inzet van omroepmiddelen beter gezamenlijk tot stand kunnen worden gebracht. In het Mediabesluit worden deze programma's verder uitgewerkt, waarbij onder andere de dagelijkse nieuwsvoorziening, de parlementaire verslaggeving, de verslaggeving van nationale feest- en gedenkdagen en de actuele sportverslaggeving worden genoemd.
Zo'n zevenhonderd journalisten en andere medewerkers verzorgen de (dagelijkse) uitzendingen van het NOS Journaal (op radio en televisie), het NOS Jeugdjournaal, NOS Studio Sport, NOS Langs de Lijn, Met het Oog op Morgen, het Radio 1 Journaal, NOS op 3 en diverse nieuws- en sportevenementen. Daarnaast verzorgt de NOS actuele informatie op NOS Teletekst en op internet via www.nos.nl. De NOS zond in 2015 in totaal 5.349 uur televisie en 4.270 uur radio uit. Naast de eigen programma's verzorgt de NOS de onderlinge samenwerking en coördinatie van de publieke omroep op radio en televisie bij calamiteiten en grote nieuwsgebeurtenissen.

## Geschiedenis

Het oude NOS-logo (1969-2005).

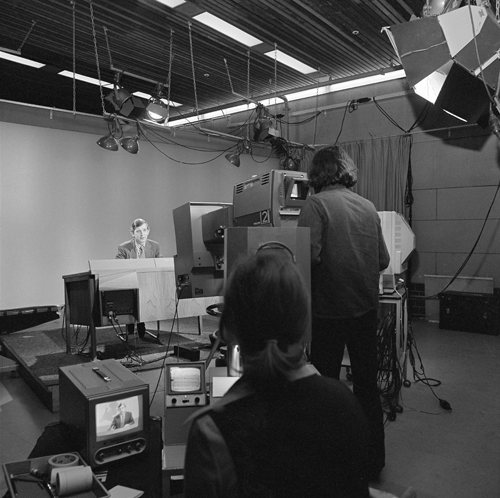
Het NOS Journaal in 1974 met nieuwslezer Rien Huizing

De Nederlandse Omroep Stichting (NOS) is op 29 mei 1969 ontstaan uit de vroegere Nederlandse Televisie Stichting (NTS), opgericht in 1951 en de Nederlandse Radio Unie (NRU). Laatstgenoemde is ontstaan in 1947 nadat na twee jaar nationale omroep (Radio Herrijzend Nederland) de publieke omroepverenigingen terugkeerden. Het bekende logo van de NOS, met de ronde en stompe hoeken dat tot 2005 het beeldmerk vormde, was ontworpen door Johan Volkerijk.
Vanaf 1969 verzorgde de NOS niet alleen radio- en televisieprogramma's die een maatschappelijk doel dienden, maar leverde, ontwikkelde en bouwde de NOS ook alle technische faciliteiten die nodig waren voor de realisatie van radio- en televisieprogramma's. Zo beheerde het Facilitair Bedrijf van de NOS alle radio- en televisiestudio's, reportagewagens (8 grote en 12 kleinere radioreportagewagens en 12 grote meercamerawagens en 9 eencamerawagens voor televisie), het decorbouwatelier en de omroepkoren en orkesten waaronder het Metropole Orkest. De NOS vertegenwoordigde ook de Nederlandse omroepen in het buitenland, door bijvoorbeeld producties van de omroepen aan te bieden op beurzen. Omgekeerd kocht de NOS buitenlandse producties in voor de zendgemachtigden. Begin jaren 80 waren er 2.100 mensen werkzaam bij het Facilitair Bedrijf van de NOS.
Van 1947 tot juli 1989 vielen ook de regionale omroepen onder de NOS (voor 1969 onder de Nederlandse Radio Unie). In juli 1989 verzelfstandigden RTV Noord, Omrop Fryslan, het ontstane RTV Drenthe, RTV Oost, het nieuwe Omroep Gelderland, het nieuw ontstane Omroep Flevoland, RTV Noord-Holland, RTV Rijnmond, Omroep Brabant. Omroep Limburg en Omroep Zeeland.
Op 1 januari 1988, bij de inwerkingtreding van een nieuwe mediawet, waren deze taken overgedragen aan het commercieel opererende Nederlands Omroepproduktie Bedrijf (NOB), dat sinds 2001 werd opgesplitst en verkocht, waarbij een groot aantal televisiestudio's in het Studiocentrum op het Media Park en de televisiereportagewagens werden overgedragen aan DutchView en de overige televisiestudio's alsmede NOB Decor werden overgenomen door United Broadcast Facilities. De televisiestudio's 7, 8 en 10 bleven in het beheer van de NOS. Echter de technische faciliteiten en het onderhoud alsmede de radio- en televisie-eindregie en de radiofaciliteiten vielen onder NOB Cross Media Facilities en NOB TVJ. Deze twee overblĳfselen van het NOB werden in 2006 overgenomen door Technicolor.
Op 1 januari 1995 werden de onderdelen voor het uitzenden van culturele, informatieve, minderheden- en jeugdprogramma's afgesplitst als Nederlandse Programma Stichting (NPS).
Op 29 januari 2015 werd het achtuurjournaal van de NOS niet uitgezonden, omdat een 19-jarige man met een goed gelijkend neppistool met geluiddemper het gebouw van de NOS op het Media Park in Hilversum was binnengedrongen. Hij eiste een aantal minuten zendtijd op tv, maar werd door de politie in een studio overmeesterd.

## Programmering
Op 5 januari 1956 vond de eerste uitzending plaats van het NTS-journaal, de voorloper van het NOS Journaal. Vijfentwintig jaar later startte een speciaal journaal voor de jeugd, het Jeugdjournaal. Van 1992 tot 2010 verzorgde de NOS samen met de VARA en de NPS ook het actualiteitenprogramma NOVA, dat in 2010 werd vervangen door Nieuwsuur. In 1995 werden de verschillende nieuwsbulletins van de omroepen op NPO Radio 1 vervangen door het Radio 1 Journaal.
Sinds januari 2007 is er op NPO 3 een speciale editie van het journaal voor een jonger publiek (18- tot 50-jarigen) genaamd het NOS Journaal op 3. NOS Headlines was de naam van het nieuwsbulletin op (o.a.) NPO 3FM van zes uur 's morgens tot zeven uur 's avonds. Het bulletin ging in 2000 van start als het 3FM Nieuws. Beide edities voor de jongere doelgroep (op NPO 3FM en NPO 3) zijn inmiddels opgegaan in NOS op 3. NOS op 3 bestaat sinds mei 2011.

## Televisie

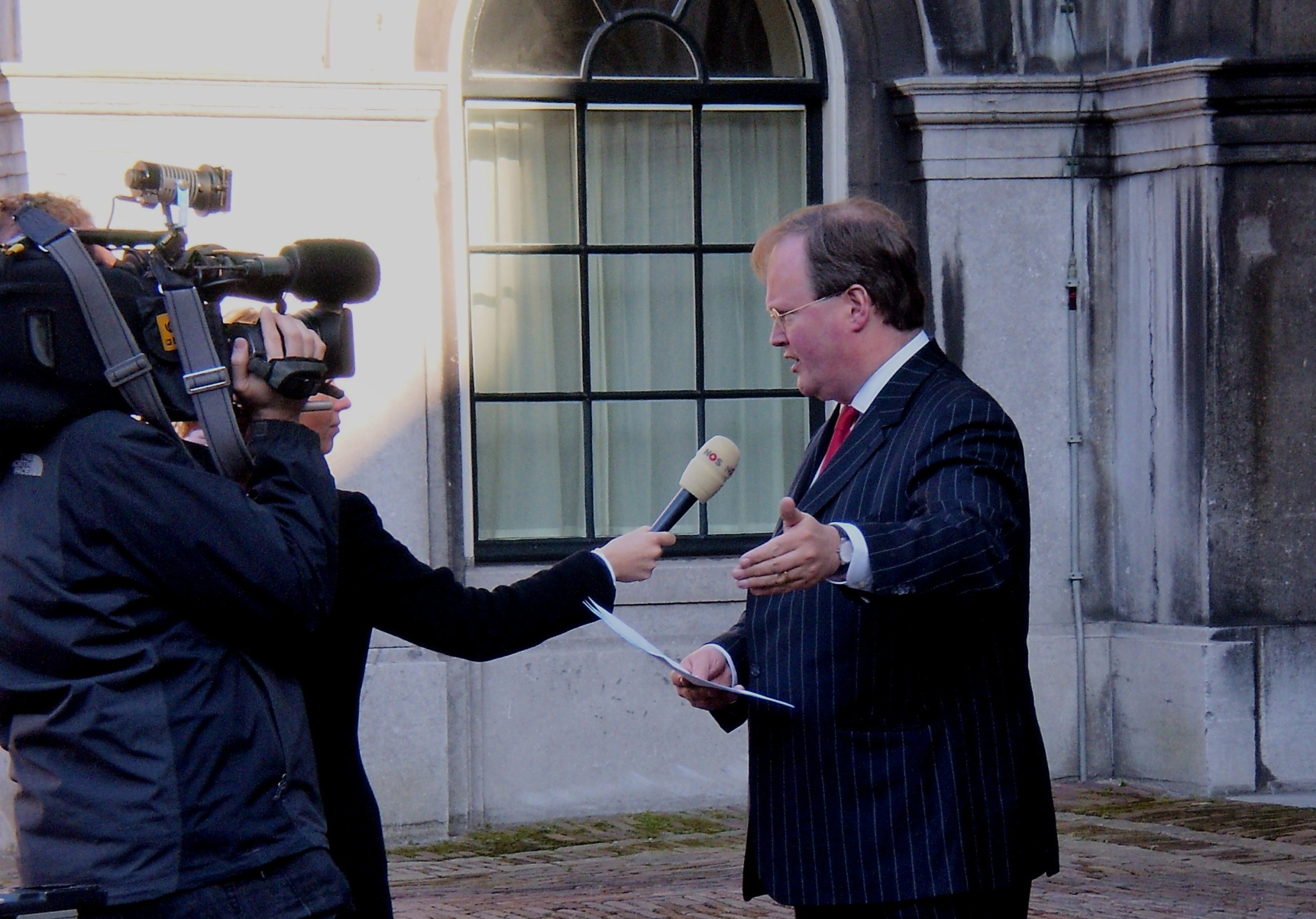
NOS-cameraploeg interviewt VVD-politicus Hans van Baalen op het Binnenhof in Den Haag

De programma's die de NOS zelf maakt staan in het teken van nieuws, actualiteiten en sport. De NOS is verantwoordelijk voor de volgende programma's:
- NOS Nieuws
  - NOS Journaal - een nieuwsbulletin, variërend in lengte van 5 tot 30 minuten met daarin het laatste nieuws. Het programma wordt op NPO 1 en NPO 2 uitgezonden.
  - NOS Journaal Regio - een nieuwsbulletin aansluitend op het zesuurjournaal op NPO 2 op werkdagen, met het nieuws van de regionale omroepen dat landelijke relevantie heeft.[9]
  - NOS op 3 - een journaal dat zich onderscheidde van het NOS Journaal. Het televisieprogramma was tot 2016 te zien op NPO 3 maar publiceert anno 2024 wekelijks uitlegvideo's op sociale media over actualiteit en onderwerpen die jongvolwassenen bezighouden.
  - NOS Jeugdjournaal - een journaal speciaal voor kinderen, uitgezonden op de kinderzender NPO Zapp.
  - Nieuwsuur - een actualiteitenprogramma in samenwerking met de NTR waarin algemeen nieuws (en voorheen ook sportnieuws) naar voren komt. Het televisieprogramma is sinds 2010 de opvolger van NOVA/Den Haag Vandaag. Nieuwsuur wordt iedere avond om 21.30 uur uitgezonden op NPO 2.
  - NOS Gesprek met de minister-president - een kort gesprek op vrijdag (18.30 uur, NPO 1) met de minister-president.
  - NOS Journaal in Makkelijke Taal - een journaalbulletin van tien minuten in makkelijke taal met extra uitleg, bedoeld voor mensen die moeite hebben met lezen en schrijven en voor taalcursisten.[10] Dit programma is te zien op NPO 1, bij diverse regionale en lokale omroepen en op YouTube.
  - NOS Teletekst - dienst voor NPO 1, NPO 2 en NPO 3 met tekstuele berichten over het laatste nieuws in binnen- en buitenland, opmerkelijk nieuws, sport, weer, verkeer, financiële markten en programmagegevens.[11] Ook geeft NOS Teletekst op de televisie de doorgifte van ondertiteling voor doven en slechthorenden op pagina 888. NOS Teletekst is ook te gebruiken via mobiele apps en website.
  - Tekst TV - tekstuele nieuwsberichten in de lengte van teletekst. Tekst TV dient als tĳdsopvulling voor de NPO en heeft geen begin en eind.
  - BVN-Weer - internationale weerberichten voor BVN.
- NOS Sport
  - NOS Studio Sport - algemeen sportprogramma, met daarin live wedstrijdregistraties, sportnieuws, interviews en reportages.
  - NOS Sportjournaal - een journaalbulletin met het laatste nieuws in de sportwereld, van maandag tot en met zaterdag om 18.15 uur op NPO 1.[12] Het NOS Sportjournaal is tevens als blok in het journaal van 13.00 uur en het late journaal te zien.
  - NOS Studio Sport Eredivisie - samenvattingen van Eredivisiewedstrijden.
  - NOS Studio Voetbal - praatprogramma met publiek over Eredivisievoetbal, Nederlanders in internationaal voetbal, interlandvoetbal en de laatste ontwikkelingen in de voetbalwereld.[13][14]
  - De Avondetappe - over de Tour de France
  - NOS Studio Sportzomer en Sportwinter - over grote sportevenementen
  - Andere Tijden Sport - sportdocumentaires, samen met de VPRO en/of NTR.
- NOS Evenementen - speciale, incidentele televisie-uitzendingen rond (inter)nationale gebeurtenissen. Hierbij werd vaak samengewerkt met redacties van andere omroepen (tot 2005 'NOS Actueel').

Op NPO 1 en 2 worden de journaalbulletins en Nieuwsuur uitgezonden, alsmede sport en evenementen. Op NPO Zapp zendt de NOS 's avonds het NOS Jeugdjournaal uit. Na 19.30 uur worden op NPO 3 regelmatig sportuitzendingen uitgezonden.

### Themakanalen
Naast de uitzendingen op NPO 1, 2, 3 en Zapp bestaan ook de themakanalen NPO 1 Extra, 2 Extra en NPO Politiek en Nieuws. Voorheen bestond het kanaal NPO Politiek en Nieuws nog in twee kanalen: NPO Nieuws en NPO Politiek. Deze kanalen zijn via digitale kabel-tv en internet te bekijken.
Op NPO Nieuws werd de meest recente NOS Journaal-bulletins herhaald. Sinds de samenvoeging met NPO Politiek wordt er enkel rechtstreekse debatten van de Tweede Kamer uitgezonden. Voorheen werd NPO Politiek in de zomer omgeschakeld naar NPO Sport waar sportwedstrijden werden uitgezonden. In tegenstelling tot de andere NPO-kanalen is NPO Politiek en Nieuws (en tevens toenmalig NPO Nieuws, NPO Politiek en NPO Sport) in het beheer van de NOS zelf en ligt de eindregie bĳ de NOS en niet bĳ de NPO.
Uitzendingen van NOS Nieuws en NOS Evenementen die met Nederlandse Gebarentaal worden uitgezonden zĳn simultaan te zien op NPO 1 Extra en incidenteel op NPO 2 Extra of NPO Politiek en Nieuws. Enkel de ochtendbulletins met gebarentaal worden simultaan op NPO 2 uitgezonden.

## Radio
Ook op de radio verzorgt de NOS nieuws- en sportuitzendingen. Enkele programma's zijn:
- NOS Journaal - ieder uur een nieuwsbulletin op de publieke radiozenders en veel regionale radiozenders
- NOS op 3 - nieuws en actualiteiten op NPO 3FM en FunX
- NOS Langs de Lijn - sportprogramma, met interviews, discussies en reportages over sport
- NOS Met het Oog op Morgen - radioprogramma op de late avond met aandacht voor de actualiteit
- NOS Radio 1 Journaal - nieuws- en actualiteitenprogramma op NPO Radio 1
- Nieuws en Co - programma met nieuws en actualiteiten, wetenschap, cultuur en diversiteit op NPO Radio 1 (samen met de redactie van Nieuwsuur (NTR))

Ook verzorgt de NOS speciale thema-uitzendingen rond nieuws- en sportevenementen, zoals Radio Tour de France tijdens de Ronde van Frankrijk en Radio Olympia tijdens de Olympische Spelen.

## Online
Op internet is de NOS aanwezig met een nieuwswebsite van NOS Nieuws en NOS Sport waar men artikelen, video's en Teletekst kan vinden. Het NOS Jeugdjournaal heeft een eigen nieuwswebsite waar content is te vinden gericht op kinderen. Ook houdt de NOS zich bezig met een dienst voor livestreams genaamd NOS Live waar men rechtstreeks sport en evenementen kan volgen. De NOS maakt ook podcasts voor NPO Luister.
Op sociale media maakt de NOS content voor specifieke doelgroepen onder de volgende namen:
- NOS Nieuws – Korte video's, verwĳzingen naar nieuwsartikelen op haar nieuwswebsite, livestreams, series als Rondje Binnenhof, Bevrĳdingsjournaals en Srebrenica Journaals.
- NOS Sport – Sportsamenvattingen, uitlegvideo's, klassementsupdates, livestreams, series als Rivka tackelt en In het spoor van Oranje.
- NOS op 3 – Nieuws en uitlegvideo's voor jongvolwassenen.
- NOS Stories – Nieuws en uitlegvideo's voor jongeren en tieners.
- NOS Jeugdjournaal – Nieuws en uitlegvideo's voor kinderen.
- NOS Journaal in Makkelijke Taal – Kort nieuwsprogramma voor diegenen die moeite hebben met de Nederlandse taal.
- Nieuwsuur – Verdiepende journalistiek over actuele gebeurtenissen en kritische onderzoeken.

## Bestuur
De NOS vormde, als omroep zonder leden, samen met het coördinatie- en samenwerkingsorgaan NPO (Nederlandse Publieke Omroep) één juridische organisatie: de Nederlandse Omroep Stichting. Om het bestuur binnen het publieke bestel te optimaliseren, is de Mediawet per 1 januari 2010 gewijzigd. Vooruitlopend daarop is – op aangeven van de minister van OCW – NOS-RTV verzelfstandigd. Sinds 1 januari 2009 is de NOS dan ook een zelfstandige organisatie met eigen statuten, met een statutaire directie bestaande uit Gerard Timmer (algemeen directeur), Geert Hofman (zakelijk directeur) en sinds 2011 met een eigen raad van toezicht met Johan van der Werf als voorzitter.

## Diversen

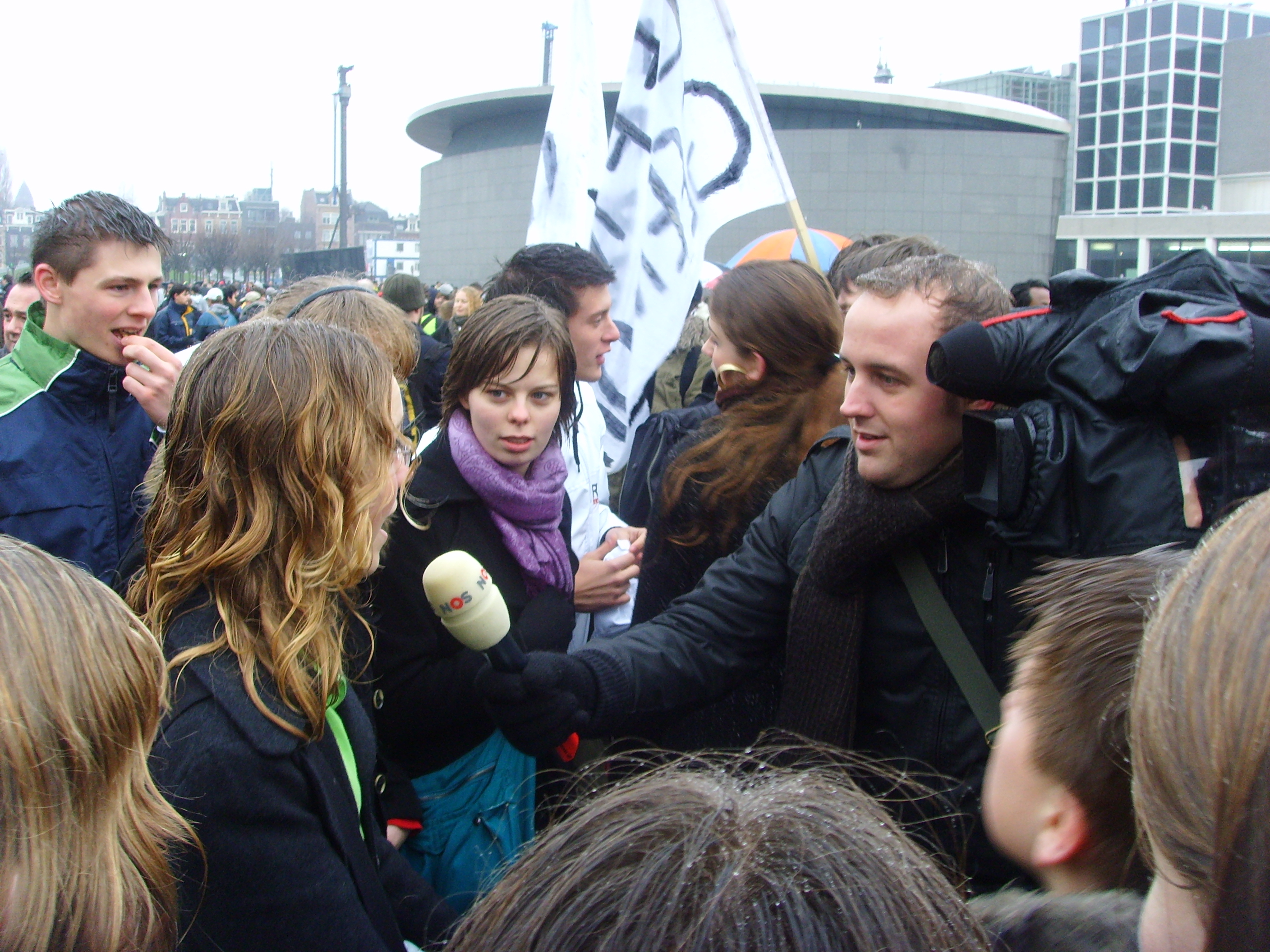
De NOS neemt een interview af van een scholier die staakt tegen de 1040-urennorm

- Op 17 december 2005 nam de NOS na 36 jaar afscheid van het vertrouwde beeldmerk met de ronde en stompe hoeken. Het nieuwe beeldmerk was ontworpen door het Engelse ontwerpbureau Lambie-Nairn, dat ook de huisstijl voor de Britse omroep British Broadcasting Corporation (BBC) ontwierp.[17]
- De NOS kwam op 6 mei 2009 in opspraak toen het moest toegeven een uitzending gemanipuleerd te hebben. Het kwam hiermee naar buiten toen weblog GeenStijl hen ervan beschuldigde dat het een applaus voor koningin Beatrix tijdens de Nationale Dodenherdenking van een dag eerder zelf van de feitelijke 14 tot 22 seconden had verlengd.[18] Hoofdredacteur Marcel Gelauff verklaarde het voorval tegenover dagblad de Volkskrant als een ongelukkige montage. Bij het monteren van de beelden voor een nieuwsonderwerp in het journaal was een stilte gevallen, die de NOS niet vond passen en daarom opvulde met geluid. In dit geval een tweede uitzending van een deel van het applaus. Volgens Gelauff was het niet de bedoeling van de NOS om 'de BV koningin vooruit te helpen'.[19]
- In 2013 nam de omroep iNOS in gebruik, het in-eigen-huis ontwikkeld redactiesysteem voor het eenvoudig creëeren, verwerken en publiceren van nieuwsartikelen.[20] Ook verschillende regionale omroepen maken gebruik van dit redactieplatform.
- Sinds oktober 2017 hanteert de NOS de term 'wit' in plaats van 'blank. 'Blank heeft de connotatie van reinheid, van schoonheid. Als zwart daartegenover staat, is dat blijkbaar vies', lichtte NOS-hoofdredacteur Marcel Gelauff in januari 2018 toe. De kwestie leidde tot Kamervragen van de PVV.[21]
- In mei 2020 ontstond ophef nadat uitlekte dat de NOS intern een prijs uitreikte voor 'journalistieke producties met veel diversiteit', de zogenaamde 'divibokaal'. Als gevolg van de ophef stopte de NOS met het uitreiken van deze prijs.[22]
- In oktober 2020 besloot de NOS haar logo van bedrijfswagens te verwijderen[23] omdat medewerkers steeds meer te maken kregen met agressie van buitenstaanders. In de berichtgeving rondom de pandemie veroorzaakt door COVID 19 en de maatregelen van de overheid daartegen werd de NOS bekritiseerd. Haar onafhankelijkheid werd door sommigen betwijfeld en ze werd beschuldigd van 'nepnieuws' (fake news, een term overgewaaid uit de VS).